# 謝覚哉
謝 覚哉（しゃ かくさい、1884年4月27日 - 1971年6月15日）は、中国の政治家、教育家。字は煥南。号は覚斎。元最高人民法院院長。董必武、徐特立、呉玉章、林伯渠と共に「延安五老」と呼ばれる。

## 来歴
1884年、湖南省寧郷県沙田郷で生まれる。
1921年、新民学会に入会。
1925年、中国共産党に入党。
1939年、中共中央党校副校長、西北局副書記、陝甘寧辺区政府秘書長、陝甘寧辺区参議会副議長を歴任する。
1945年-1949年、法律研究委員会主任委員、華北人民政府司法部長。
1949年後、国家内務部部長（現在の中華人民共和国民政部部長）、中国政法大学校長、最高人民法院院長、全国政協副主席、中共八届中央候補委員。
1971年6月15日、北京で病死した。

## 家庭
- 妻：何敦秀
  - 長子：謝廉伯
  - 次子：謝子谷
  - 三子（早世）
  - 四子：謝放
  - 長女：謝群英
  - 次女：謝冰茹
- 妻：王定国
  - 長女：謝宏
  - 長子：謝飄
  - 次子：謝飛
  - 三子：謝列
  - 四子：謝雲
  - 次女：謝亜霞
  - 五子：謝亜旭

## 著書
- 『謝覚哉文集』
- 『謝覚哉日記』
- 『謝覚哉雑文集』
- 『謝覚哉詩選』
- 『不惑集』
- 『一得集』